# VC Sneek
VC Sneek is een volleybalvereniging uit Sneek, gemeente Súdwest-Fryslân, Friesland, Nederland. De club is ontstaan uit een fusie tussen Animo en Olympus Sneek. VC Sneek speelt haar thuiswedstrijden in de Sneker Sporthal.
Het eerste vrouwenteam van voorloper Olympus werd achtmaal opeenvolgend landskampioen (1985-1992) en is vijfvoudig bekerwinnaar (1985-1989 + 1992).

## Vrouwen
In het seizoen 2011/12 speelde het eerste vrouwenteam in de toenmalige A-League en reikte daarin tot de finale van de play-offs waarin het over vier wedstrijden verloor van Sliedrecht Sport. In het 2014 werd de nationale beker en de supercup gewonnen. In de seizoenen 2014/15 en 2015/16 werd het landskampioenschap behaald. In 2015 werd Eurosped TVT verslagen in de best-of-5 (3-1), in 2016 won het van Springendal/Set-Up, dat voor het eerst in de finale stond, met 3-0.

## Erelijst
| Competitie          | Vrouwen                |
| ------------------- | ---------------------- |
| Landskampioen       | 2015, 2016, 2023, 2025 |
| Kampioen Topdivisie | 2010                   |
| Bekerwinnaar        | 2014, 2017             |
| Supercup            | 2014, 2023             |

Eerste Divisie A:
Prima Donna Kaas Huizen ·
Sudosa-Desto ·
Axell Claims / Sovoco ·
VC Sneek ·
EVV Bultman-Hartholt ·
HHB Coaching/CSV ·
FOOX Olhaco ·
De Hofnar-Bovo ·
Rabobank Orion Volleybal Doetinchem 2 ·
VoCASA 2 ·
Apollo 8 ·
Focus4U Woudenberg

Eerste Divisie B:
EMD-Tooling ·
NVC ·
VELO ·
Compaen ·
Skunk ·
Inter Rijswijk 2 ·
HLB Van Daal/DS 2 ·
Sliedrecht Sport 2 ·
Banierhuis Taurus 2 ·
VV Utrecht ·
MKB Accountants/VCV ·
VV Zaanstad 2